# أبوية تحررية
الأبوية التحررية (أو الأبوية الليبرتارية)، هي المفهوم والتطبيق المتمثلين في احتمالية وقانونية تأثير المؤسسات الخاصة والعامة على السلوك مع إبقاءها على احترام حرية الاختيار، صاغ الاقتصادي السلوكي ريتشارد ثالر والباحث القانوني كاس سنشتاين هذا المصطلح في مقالهما لعام 2003 في المجلة الاقتصادية الأمريكية. استفاض كاتبو المقال في شرح أفكارهم في مقال أكثر تعمقًا في المجلة القانونية لجامعة شيكاغو في العام ذاته. يعتقد كلاهما أن الأبوية التحررية «تحاول التأثير على الخيارات بطريقة تجعل المختارين أفضل حالًا بنظر أنفسهم» (ص 5)، ومن هنا جاءت تسميتها بالأبوية، كونه مفهوم يتطلب تقييدًا للاختيار بالتحديد. حمل هذا المصطلح صفة التحررية كونه يضمن «حرية الناس في التراجع عن الترتيبات المحددة في حال اختاروا القيام بذلك» (ص 1161)، ويضيفون أن إمكانية التراجع «تحافظ على حرية الاختيار» (ص 1182). نشر ثالر وسنشتاين وكزة الذي يُعتبر بمثابة دفاع طويل عن هذه العقيدة السياسية في عام 2008 (صدرت الطبعة الجديدة في عام 2009).
تتشابه الأبوية التحررية مع الأبوية غير المتكافئة، التي تنطوي على السياسات المصممة لمساعدة الأشخاص الذين يتصرفون بطريقة غير عقلانية بما يتعارض مع مصالحهم الخاصة، بينما لا تتدخل سوى قليلًا بالأشخاص الذين يتصرفون بطرق عقلانية. تُعتبر مثل هذه السياسات غير متكافئة، بمعنى أنها يجب أن تكون مقبولة لكل من الأشخاص الذين يعتقدون أن البعض يتصرف بطرق عقلانية من جهة، والأشخاص الذين يعتقدون أن البعض يتصرف بطرق غير عقلانية من جهة أخرى.

## أمثلة على هذه السياسات
يُعتبر وضع نمط افتراضي بهدف الاستفادة من التأثير الافتراضي مثالًا نموذجيًا للسياسة الأبوية غير المباشرة. تشهد البلدان التي تمتلك نظامًا يسمح «بالتراجع» عن التبرع الطوعي بالأعضاء (يُعتبر أي شخص لم يرفض صراحةً التبرع بأعضائه في حالة وقوع حادث متبرعًا) مستويات أعلى من الموافقة على التبرع بالأعضاء، وذلك مقارنةً بالبلدان التي تعتمد سياستها على الاختيار. يبلغ معدل الموافقة على التبرع بالأعضاء 99.98% في النمسا التي تتبع نظامًا يسمح بالتراجع، في حين يبلغ هذا المعدل 12% فقط في ألمانيا التي تتبع نظام الاختيار، وذلك على الرغم من التشابه الثقافي والاقتصادي بين الدولتين. 
شهد سائقو سيارات الأجرة في مدينة نيويورك زيادةً في الإكراميات، إذ ارتفعت النسبة من 10% إلى 22% بعد أن أصبح بإمكان الركاب الدفع بواسطة بطاقات الائتمان من خلال جهاز مثبت في الكابينة ويظهر على شاشته ثلاث خيارات افتراضية للإكرامية تتراوح بين 15% و30%. 
كان معدل المساهمة الافتراضية لمعظم خطط مدخرات التقاعد المؤجلة من الضرائب في الولايات المتحدة مساويًا للصفر حتى الآونة الأخيرة، إذ استغرق العديد من الأشخاص سنوات لبدء المساهمة على الرغم من المزايا الضريبية الهائلة. يعزو الاقتصاديون السلوكيون هذا الأمر إلى «الانحياز للوضع الراهن»، وهو المقاومة البشرية الشائعة لتغيير سلوك الفرد جنبًا إلى جنب مع مشكلة الميل إلى المماطلة الشائعة أيضًا. علاوةً على ذلك، أظهرت أبحاث الاقتصاديون السلوكيون أن الشركات التي رفعت المعدل الافتراضي قد شهدت ارتفاعًا كبيرًا وفوريًا في معدلات مساهمة موظفيها.